# Rio Una (vattendrag i Brasilien, Bahia, lat -13,37, long -39,05)
Rio Una är ett vattendrag i Brasilien.   Det ligger i delstaten Bahia, i den östra delen av landet, 1 000 km öster om huvudstaden Brasília.
I omgivningarna runt Rio Una växer i huvudsak städsegrön lövskog. Runt Rio Una är det glesbefolkat, med 19 invånare per kvadratkilometer.